# 克里斯蒂安·西蒙
克里斯蒂安·西蒙（匈牙利語：Krisztián Simon；1991年2月6日—）是一位匈牙利足球運動員。在場上的位置是邊鋒。他現在效力於匈牙利足球甲級聯賽球隊烏伊佩斯特足球俱樂部。他也代表匈牙利國家足球隊參賽。